# Grande rue de la Guillotière
La grande rue de la Guillotière est une rue située dans le 7e arrondissement de la ville de Lyon.

## Situation et accès
La grande rue de la Guillotière débute sur la place Gabriel-Péri. En légère courbe, elle traverse quasiment tout le nord du 7e arrondissement d'ouest en est (sens de circulation actuel), et se prolonge dans le 8e arrondissement (c'est-à-dire après le boulevard des Tchécoslovaques) par l'avenue des Frères-Lumière.

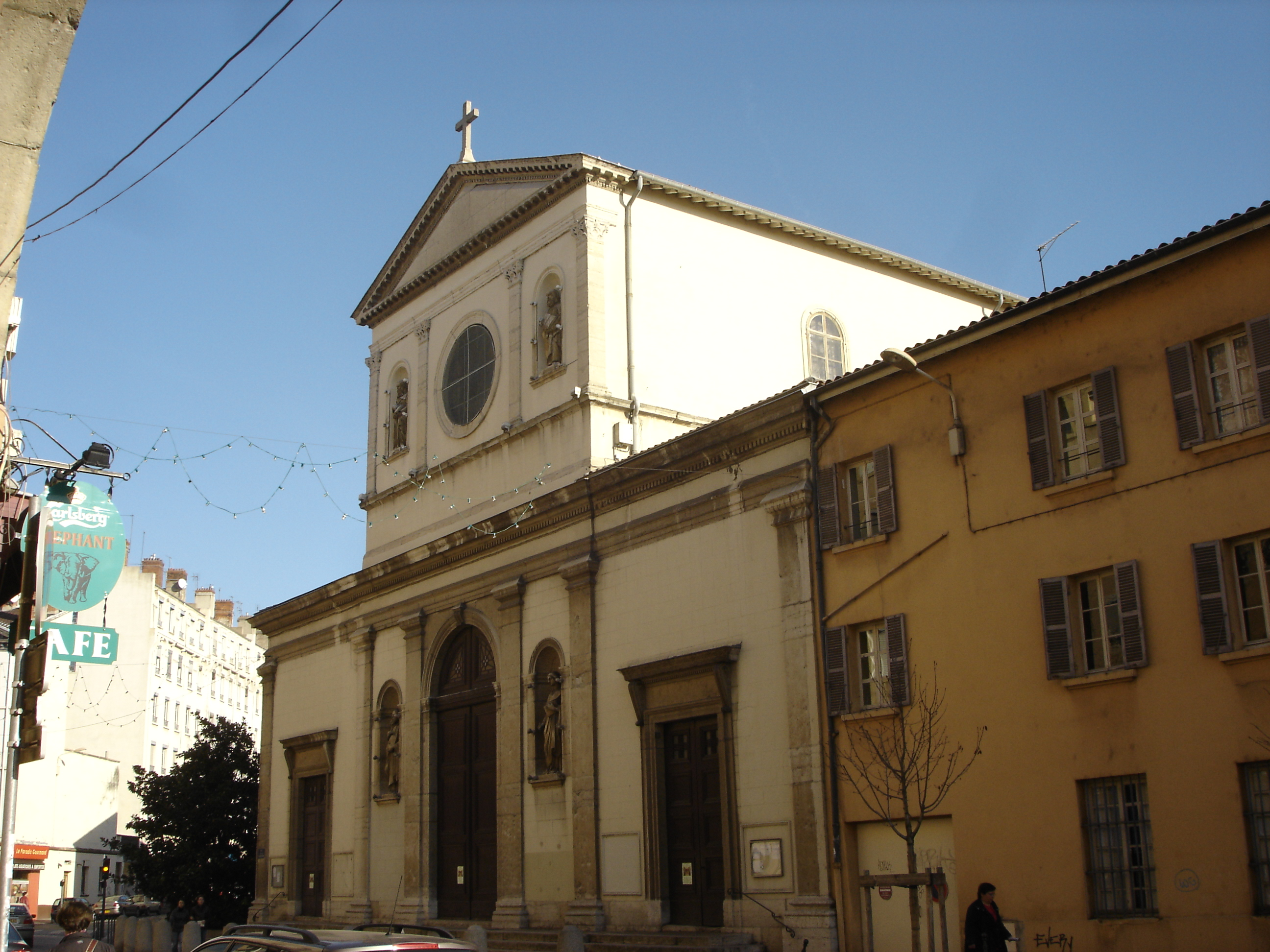
Saint-Louis de la Guillotière.

## Origine du nom
Le terme grande rue signifie « rue principale ». Guillotière est le nom de l'ancienne commune située à cet endroit qui a donné son nom à sa rue principale.

## Historique
Cette rue, très ancienne, débouchait sur ce qui fût longtemps le seul pont sur le Rhône de Lyon.
La rue sinueuse constituait la principale voie du faubourg de la Guillotière qui se développe au Moyen Âge sur la rive gauche du Rhône, à partir de la tête du pont de la Guillotière. La voirie constitue notamment la route de Lyon à Chambéry et à l’Italie (ancienne route nationale 6), avant que celle-ci ne se déplace sur le cours des Brosses (actuel cours Gambetta).
Cette rue était la route du Dauphiné, voie d'arrivée des populations du sud-est. Il y avait à l'entrée du faubourg de nombreuses auberges et hôtels.
La grande rue de la Guillotière a absorbé la rue de la Croix, la rue d'Ossaris, la rue des Hirondelles et un fragment de la route de Grenoble en 1854-1855,.

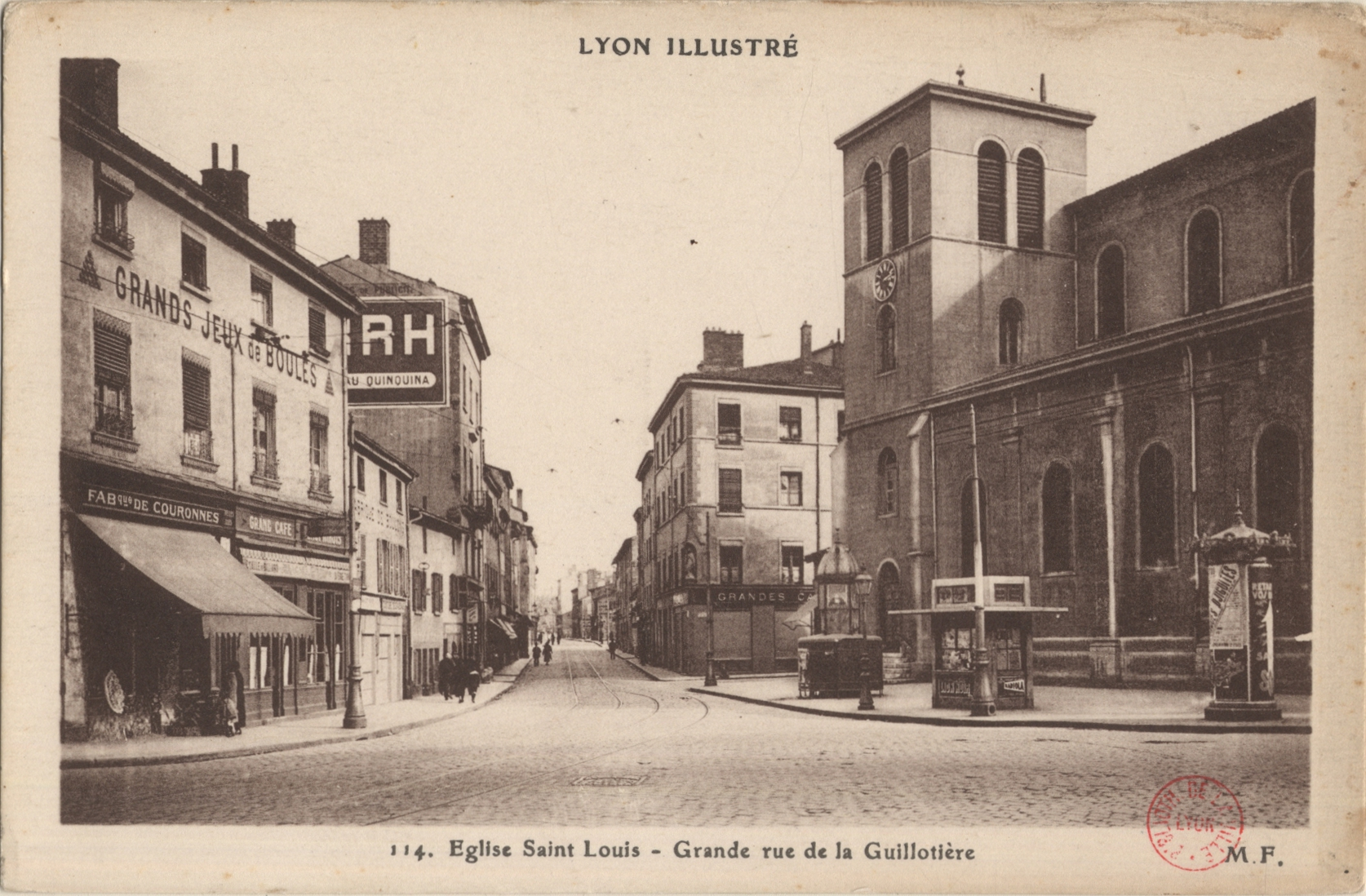
Vue de la Grande rue de la Guillotière et de l'église Saint-Louis à droite au début du 20e siècle

## Bâtiments remarquables et lieux de mémoire
Dans cette rue est située l'église Saint-Louis de la Guillotière.
A l'angle de la rue Gilbert Dru une plaque commémorative rappelle par une marque que le 18 février 1812 le Rhône était en crue.